# Les Cascades de Sant Antoni (George Catlin)
Les Cascades de Sant Antoni és una obra de George Catlin, realitzada en pintura a l'oli sobre cartó, datada l'any 1872. George Catlin, tot i no ser considerat pròpiamement un membre de l'anomenada Escola del Riu Hudson, els seus paisatges en constitueixen un precedent, sense el qual aquesta escola pictòrica perdria una de les seves bases més fermes.

## Tema
Les Cascades de Sant Antoni eren una important cascada de l'alt Mississipi, situades l'actual ciutat de Minneapolis, Minnesota. El primer europeu que les va descriure i publicar va ésser el missioner franciscà Louis Hennepin. Degut al seu ús abusiu per a activitats industrials i econòmiques, han quedat actualment molt desfigurades.

## Anàlisi
- Pintura a l'oli sobre cartó ; 46 x 63,5 cm.; 1871; Museu Thyssen-Bornemisza, Madrid.

Malgrat que aquesta obra fou realitzada l'any 1871, està basada en uns esbossos realitzats al natural pel mateix George Catlin l'any 1835, quan les cascades de Sant Antoni encara potser estaven en un estat similar al que va veure Louis Hennepin l'any 1680. L'any 1837, Catlin va exposar el resultat artístic de les seves expedicions a l'interior d'Amèrica del Nord, primerament a Nova York, i posteriorment a Londres i a París, amb el nom d'Indian Gallery, però no va obtenir el reconeixement desitjat.
Tanmateix, a la seva tornada als Estats Units, va rebre l'encàrrec de realitzar còpies d'alguns esbossos de les seves primeres expedicions a l'interior dels Estats Units. Fruit d'aquest encàrrec és aquesta obra, on hi són representats dos indis, acompanyats per un gos, que tornen de pescar. Les figures queden empetitides pel paisatge darrera seu, on hi ha representades les cascades de Sant Antoni.